# جورج هندرسون
جورج هندرسون (بالإنجليزية: George Henderson)‏ (2 مايو 1880 في المملكة المتحدة - 27 يناير 1930 باسكتلندا في المملكة المتحدة) هو لاعب كرة قدم بريطاني (وحمل سابقاً جنسية المملكة المتحدة لبريطانيا العظمى وأيرلندا) في مركز نصف الجناح. شارك مع منتخب اسكتلندا لكرة القدم. أما مع النوادي، فقد لعب مع تشيلسي ونادي رينجرز ونادي ميدلزبره وGlossop North End A.F.C. ‏ ونادي دندي ونادي كوينز بارك.

## وصلات خارجية
- جورج هندرسون على موقع قاعدة بيانات كرة القدم.إي يو (الإنجليزية)